# Premier livre de madrigaux (Monteverdi)
Pour les articles homonymes, voir Premier livre de madrigaux.
Le Premier livre de madrigaux (titre original en italien : Il Primo Libro de Madrigali a Cinque Voci) est un recueil de dix-sept madrigaux à cinq voix (dont deux en trois parties) composés par Claudio Monteverdi et publiés à Venise en 1587.
Les madrigaux sont composés sur des textes de poètes célèbres à l’époque, en particulier Giovanni Battista Guarini et Torquato Tasso, mais aussi sur des vers d’auteurs anonymes.

## Effectif vocal
Les madrigaux sont composés pour cinq voix, à savoir le canto qui correspond à la voix supérieure (souvent tenue dans les interprétations modernes par une soprano), la deuxième voix,  l'alto (mezzo-soprano, contralto, ou contre-ténor), ensuite le tenore (ténor), le basso (basse), et le quinto. Cette dernière partie n'équivaut pas à une tessiture précise, mais pouvait être chantée par une deuxième soprano, alto ou ténor selon les madrigaux. 
On désignait cette partie dans les traités musicaux du XVIe siècle sous la dénomination de vox vagans, signifiant « voix errante ».

## Les madrigaux
1. Ch’ami la vita mia
2. Se per avervi, ohimè
3. A che tormi il ben mio
4. Amor, per tua mercé (Giovanni Maria Bonardo)
5. Baci soavi e cari (Guarini)
6. Se pur non mi consenti (Luigi Groto)
7. Filli cara ed amata (Alberto Parma)
8. Poiché del moi dolore
9. Fumia la pastorella – 1e partie (Antonio Allegretti) 
 Almo divino raggio – 2e partie 
 Allora i pastor tutti – 3e partie
10. Se nel partir da voi (Bonardo)
11. Tra mille fiamme
12. Usciam, ninfe, omai
13. Questa ordi il laccio (Giovan Battista Strozzi)
14. La vaga pastorella
15. Amor s’il tuo ferire
16. Donna s’io miro voi
17. Ardo si, ma non t’amo – 1e partie (Guarini / Tasso) 
 Ardi o gela a tua voglia – 2e partie 
 Arsi ed alsi a mia voglia – 3e partie

## Dédicace
Le premier livre de madrigaux est dédié à Marco Verità, comte de Vérone.

## Partition
- Madrigali a cinque voci. Libro primo, Venise 1587, imprimé par Angelo Gardano.
- Madrigali a cinque voci. Libro primo. Di nuovo ristampato, Stampa del gardano, Venise 1615, imprimé par Riccardo Amadino.
- Malipiero, édition moderne : Tutte le opere di Claudio Monteverdi, ed. Universal, Vienne, 1927.

## Discographie
- Monteverdi : Il primo libro dei madrigali. 1587, La Venexiana (Glossa GCD 920921, 2006)